# Liste der Kulturdenkmäler in Findorff
In der Liste der Kulturdenkmäler in Findorff sind alle Kulturdenkmäler des Bremer Stadtteils Findorff aufgelistet.
Grundlage ist die vom Landesamt für Denkmalpflege Bremen (LfD) veröffentlichte Landesdenkmalliste. Die amtlichen Daten wurden direkt aus einem Export der Denkmaldatenbank beim LfD 
mit dem Stand von März 2025 übernommen.

## Hinweise
Weitere Erläuterungen zum Aufbau dieser Liste und zu ihrem Inhalt bietet die Seite Inhalte der Tabellen.
Die anklickbare Karte rechts leitet zu den Listen der anderen Stadtteile. Auf der Übersichtsseite befindet sich eine größere Karte.
Wichtig für Autoren:  Links zu Artikeln oder Architekten sowie Bilder oder Koordinaten der Objekte auch/nur in die Ergänzungsliste eintragen, da die Tabelle mittels Datentechnik erstellt wird. Änderungen in der Tabelle von Hand werden sonst beim nächsten Update überschrieben.
|  | Mit dem Bremer Express-Upload können Bilder mit automatischer Zuordnung zu den Objekten auf Commons hochgeladen werden. Bitte dazu auf das Kamera-Symbol in der jeweiligen Tabellenzeile klicken. Eine Kurzinformation bietet diese Projektseite. |

## Denkmalliste Findorff
| Objekt                                                                        | Typ                                        | Baujahr                        | Architekt/Künstler                                                                        | Adresse                                                            | Koordinaten Wikidata | Art? | Objekt-Nr.? | Bild |
| ----------------------------------------------------------------------------- | ------------------------------------------ | ------------------------------ | ----------------------------------------------------------------------------------------- | ------------------------------------------------------------------ | -------------------- | ---- | ----------- | ---- |
| Hauptpumpwerk I                                                               | Pumpwerk                                   | 1913–1915                      | Hochbauamt Bremen                                                                         | Bayernstraße 121, 123, 125, 127, 129                               | Lage Q439325         | DG   | 0103        |      |
| Hauptpumpwerk I, Maschinenhaus                                                | Maschinenhaus                              | 1913–1915                      | Hochbauamt Bremen                                                                         | Salzburger Straße 12                                               | Lage Q41585769       | ED   | 0423        |      |
| Hauptpumpwerk I, Reinigungshalle                                              | Halle                                      | 1913–1915                      | Hochbauamt Bremen                                                                         | Bayernstraße 129                                                   | Lage Q41585735       | BT   | 0419        |      |
| Hauptpumpwerk I, Maschinistenhäuser und Waschhaus                             | Wohnhaus, Waschhaus                        | 1913–1915                      | Hochbauamt Bremen                                                                         | Bayernstraße 121, 123, 125, 127                                    | Lage Q41585755       | BT   | 0420        |      |
| Hilfsschule                                                                   | Schule, Hilfsschule                        | 1913–1914                      | Knop, Wilhelm Oehring, Karl August                                                        | Gothaer Straße 60                                                  | Lage Q41585791       | ED   | 0452        |      |
| Volksschule                                                                   | Schule, Volksschule                        | 1911–1912                      | Knop, Wilhelm                                                                             | Nürnberger Straße 34 Freisinger Straße                             | Lage Q41585813       | ED   | 0939        |      |
| Lloyd-Bahnhof, Gepäckabteilung und Auswandererbahnhof des Norddeutschen Lloyd | Verwaltungsgebäude                         | 1913                           | Jacobs, Rudolf                                                                            | Gustav-Deetjen-Allee 2, 4, 6 Theodor-Heuss-Allee 2                 | Lage Q16833188       | ED   | 1243        |      |
| Bremer Stuhlrohr-Fabrik Menck, Schultze Schultze, Co. Co.                     | Gewerbebau, Fabrik                         | um 1903                        |                                                                                           | Admiralstraße 96 Herbststraße                                      | Lage Q41585868       | ED   | 1877        |      |
| Auswandererhallen Mißler, KZ Mißler                                           | Hotel                                      | 1907                           | Krahn, Gustav                                                                             | Walsroder Straße 11, 13                                            | Lage Q41585910       | ED   | 1886        |      |
| Schlachthof Bremen                                                            | Verwaltungsgebäude, Gasthaus, Turmkomplex  | 1879–1882 1980–1982            | Flügel, Heinrich                                                                          | Theodor-Heuss-Allee 15, 21, 23 Findorffstraße 51 Schlachthofstraße | Lage Q117756435      | GA   | 1994        |      |
| Verwaltungsgebäude des Schlachthofs                                           | Verwaltungsgebäude                         | 1879–1882 1978                 | Flügel, Heinrich                                                                          | Theodor-Heuss-Allee 23 Schlachthofstraße                           | Lage Q117756447      | ED   | 5658        |      |
| Turmkomplex (Schlachthof Bremen)                                              | Kesselhaus, Magazin, Schmiede, Schornstein | 1879–1882 1980,#150; 1982 1998 | Flügel, Heinrich Meyer-Burg, Volkhard Markwart, Thorsten / Amende, Torsten                | Findorffstraße 51 Theodor-Heuss-Allee 15                           | Lage Q117756455      | ED   | 5659        |      |
| Gasthaus des Schlachthofs                                                     | Gasthaus                                   | 1879–1882 1978                 | Flügel, Heinrich                                                                          | Theodor-Heuss-Allee 21 Schlachthofstraße                           | Lage Q117756487      | BT   | 5657        |      |
| Fellkammer des Schlachthofs                                                   | Schuppen, Fellkammer                       | 1879–1882 1978                 | Flügel, Heinrich                                                                          | Theodor-Heuss-Allee 21 Schlachthofstraße                           | Lage Q117756500      | BT   | 5660        |      |
| Martin-Luther-Kirche                                                          | Kirche, Kirche ev., Gemeindezentrum        | 1961                           | Schumacher, Friedrich Lettow, Kurt Schreiter, Gerhard Lilienthal, Heinz Kröning, Albrecht | Neukirchstraße 85, 86 Hemmstraße 201                               | Lage Q84947030       | ED   | 3958        |      |
| Hochbunker F6, Wandbild „Den Gegnern und Opfern des Faschismus“               | Wandbild, Bunker                           | 1984                           | Waller, Jürgen Jung, Eckhard                                                              | Admiralstraße 8                                                    | Lage Q41586091       | ED   | 5085        |      |

Anzahl der Objekte in Findorff (Bremen): 16, davon mit Bild: 9 (56 %).